# Ariadne minorata
Ariadne minorata är en fjärilsart som beskrevs av Moore 1881. Ariadne minorata ingår i släktet Ariadne och familjen praktfjärilar. Inga underarter finns listade i Catalogue of Life.